# Dan Bingenheimer
Daniel Mark Bingenheimer  (nacido el 5 de noviembre de 1963 en Belvidere, Illinois) es un exjugador de baloncesto estadounidense. Con 2,05 metros de estatura, jugaba en la posición de alero.